# Cal Miqueló (Torà)
Cal Miqueló és una masia del municipi de Torà (Solsonès) inclosa a l'Inventari del Patrimoni Arquitectònic de Catalunya.

## Situació
Es troba al sud-est del petit nucli de Sant Serni. S'eleva sobre el punt més alt de la carena que separa els suaus vessants de la riera de Llanera, al nord, de les més inclinades que vessen a la rasa de Figuerola, al sud. Sota seu, a migjorn, passa la carretera de Torà a Ardèvol. A 7 km. de Torà(41° 50′ 11″ N, 1° 28′ 19″ E / 41.836411°N,1.471965°E) un desviament ben senyalitzat ("Cal Miqueló") porta a la masia (500 metres més enllà).

## Descripció
Es tracta d'una masia que ha estat ampliada i reformada.

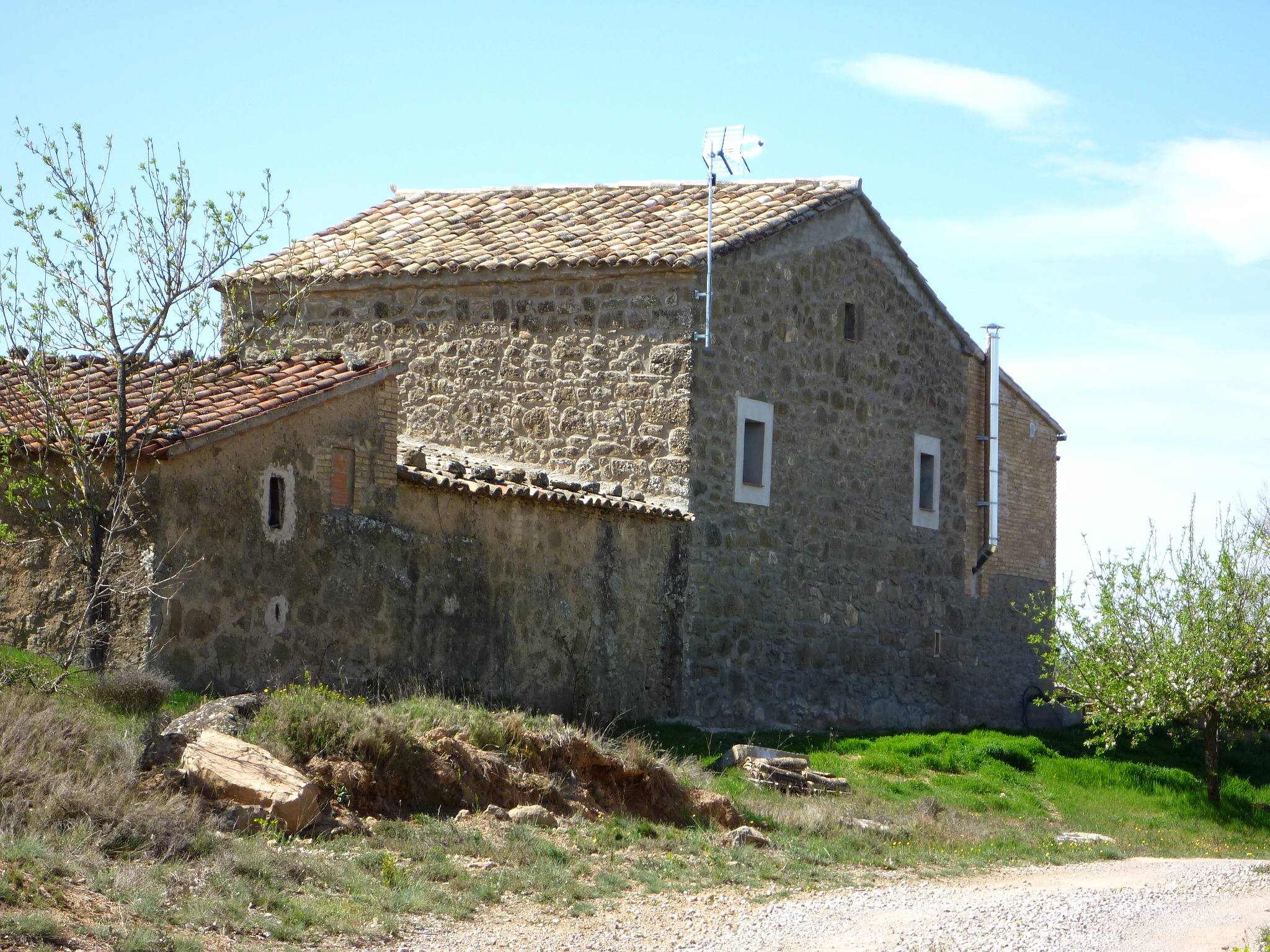
Façana nord

Per l'est té diversos coberts annexats. El conjunt forma diferents volums en forma de ela. Té tres plantes. A la façana principal (sud-est), a la planta baixa hi ha l'entrada, amb arc escarser i llinda de maons. A cada banda de la porta hi ha una petita obertura. A la planta següent, hi ha tres finestres amb llinda de pedra. A la darrera planta, hi ha una petita obertura.
La façana sud-oest està adjunta a un cos que forma part de l'habitatge. A la façana nord-oest, a la planta baixa hi ha vegetació que cobreix aquesta part de la façana. A la part dreta hi ha una petita obertura. A la planta següent hi ha dues finestres amb llinda de pedra i a la darrera una altra que actualment està tapiada. La façana nord-est està quasi coberta per un edifici annex. No té cap obertura. La coberta és de dos vessants (nord-est, sud-oest), acabada amb teules.
Adjunt a la façana sud-oest hi ha un cos que és una ampliació de la casa. A la part ampliada, aproximadament a partir de la meitat en alçat es realitza en maons. A la façana sud-est, hi ha una entrada amb arc escarser i llinda de maons. A la planta següent hi ha una finestra. A la façana sud-oest no hi ha cap obertura. A la façana nord-oest hi ha una finestra a la segona planta. La coberta que és una prolongació de l'edifici principal s'orienta cap sud-oest.
A la façana del cobert annexat a la casa, es conserva el forat on s'hi havia encaixat un forn de pa. En un carreu es troba la inscripció de la data de 1899. Té una sola planta. A continuació es troba altre cobert que fa de garatge i després ve la zona de corral, aquesta part configura la ela de tot el conjunt